# Messier 71
Messier 71 (auch als NGC 6838 bezeichnet) ist ein +6,1 mag heller Kugelsternhaufen mit einer Winkelausdehnung von 7,2' im Sternbild Pfeil. Er gehört mit etwa 13.000 Lichtjahren Entfernung zum inneren galaktischen Halo und hat einen Durchmesser von nur 36 Lichtjahren.
Seine Sterne kommen auf eine Metallizität von einem Fünftel des solaren Werts, während die meisten Kugelsternhaufen nur ein Hundertstel der Metallhäufigkeit aufweisen. Weiterhin enthält er nur sehr wenige veränderliche Sterne und gar keine vom RR Lyrae-Typ, was für einen Kugelsternhaufen ebenfalls sehr ungewöhnlich ist. Dies erklärt sich durch das für einen Kugelsternhaufen relativ junge Alter von lediglich 9–10 Milliarden Jahren. Ähnliche Werte weisen nur noch NGC 104 und M 68 auf.
Möglicherweise wurde das Objekt von de Chéseaux 1745 oder von J. Köhler um 1775 entdeckt. Méchain machte im Juni 1780 gesicherte Beobachtungen und informierte Messier, der den Sternhaufen noch im selben Jahr in seinen Katalog aufnahm.
Die Einordnung von M71 als Kugelsternhaufen galt lange als umstritten, da der Haufen recht lose ist. Der Haufen wurde daher meist als sehr dichter offener Sternhaufen kategorisiert. 

## Helligkeit
Um das Objekt zu beobachten, ist ein Instrument mit mind. sechs Zoll Objektivdurchmesser zu empfehlen.